# BSC 07 Sangerhausen
Der BSC 07 Sangerhausen (offiziell: Ball-Sport-Club 1907 Sangerhausen) war ein Fußballverein aus der Stadt Sangerhausen im Landkreis Mansfeld-Südharz in Sachsen-Anhalt, der bis 1933 eine feste Größe im mitteldeutschen Fußball war.

## Geschichte
Der BSC 07 Sangerhausen wurde 1907 in der Stadt Sangerhausen gegründet, die damals zur preußischen Provinz Sachsen gehörte. Der Verein schloss sich dem Verband Mitteldeutscher Ballspiel-Vereine an und spielte ab 1911 in der regionalen Gauliga Kyffhäuser.
In den drei Spielzeiten zwischen 1911 und 1914 belegte der Verein den vierten, zweiten und vierten Platz der Gauliga. Nach zwei Jahren kriegsbedingt-ausgesetzten Spielbetriebs gelang 1917 ein zweiter und 1918 der fünfte Rang. Zwischen 1918 und 1923 war die Gauliga Kyffhäuser für fünf Serien nur zweitklassig. Ab der Saison 1923/24 errang der BSC 07 Sangerhausen durchweg gute Platzierungen in der nunmehr wieder erstklassigen Gauliga Kyffhäuser, aber erst 1932/33 wurde der Verein erstmals Gaumeister und nahm anschließend an der Mitteldeutschen Meisterschaftsendrunde teil. In deren ersten Runde schied der Verein gegen den FC Germania Halberstadt mit 0:1 aus.
Bei der Neuordnung der Ligenstruktur im Jahre 1933 wurde der Verein nicht in die neue Gauliga Mitte aufgenommen. Er spielte 1933/34 noch ein Jahr in der zweitklassigen Bezirksklasse Halle-Merseburg und stieg dann endgültig in den unterklassigen Fußball ab. Die weitere Geschichte des BC 07 Sangerhausen ist bisher nicht nachweisbar überliefert. Spätestens 1945 wurde der Verein durch sportpolitischen Beschluss aufgelöst.